# Sonata para piano n.º 6 (Beethoven)

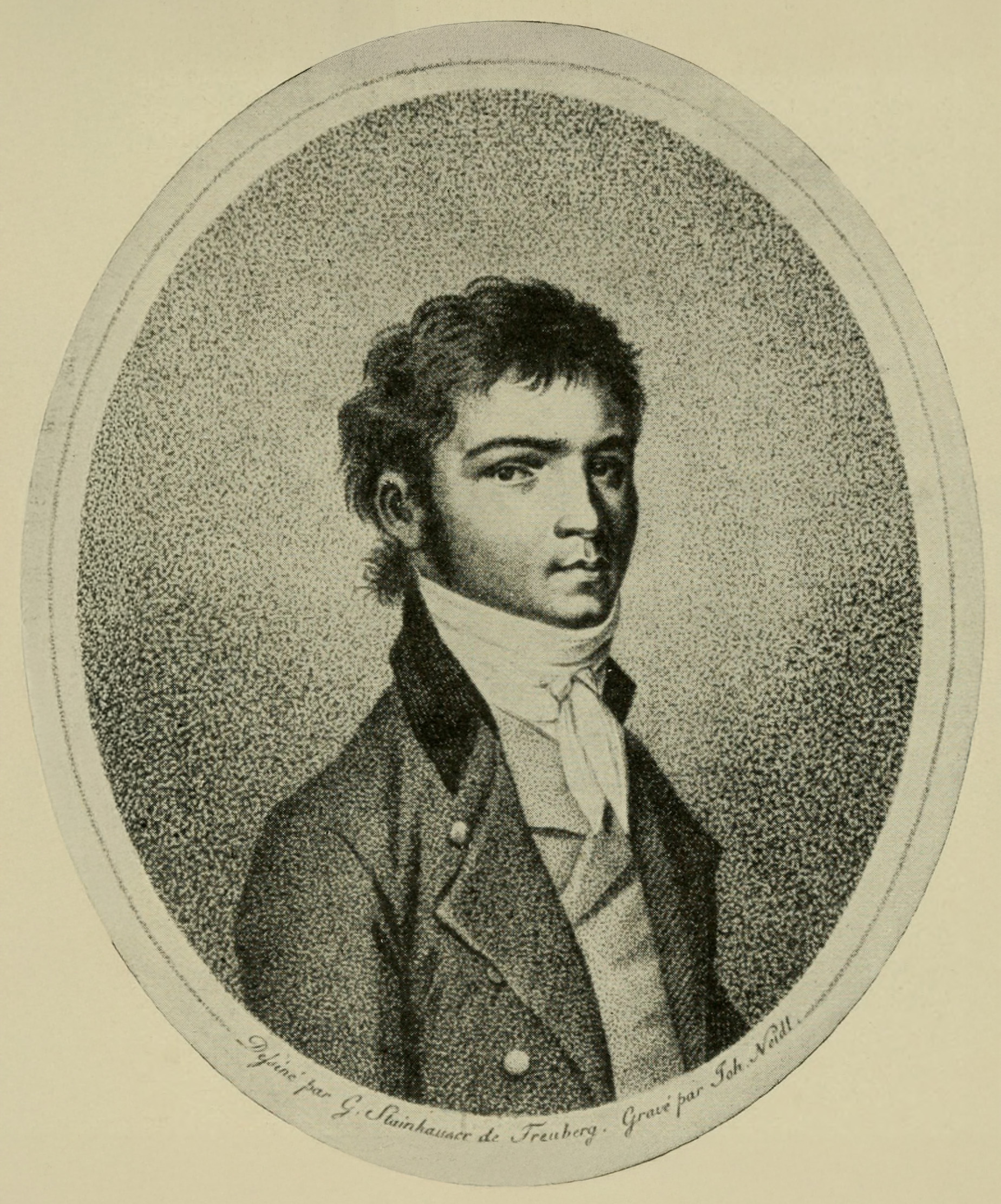
Beethoven en 1796.

La sonata para piano n.º 6 en fa mayor, Op. 10 n.º 2  fue compuesta por Ludwig van Beethoven entre 1796 y 1798. La partitura está dedicada a la condesa Anna Margarete von Browne.

## Historia
Las tres sonatas para piano que conforman el Opus 10 son las Sonatas n.º 5, n.º 6 y n.º 7. La composición de la quinta sonata es posible que comenzara hacia finales de 1795, mientras que la sexta y la séptima se empezaron a escribir en 1796 y se finalizaron en 1798. En mitad de los borradores que datan de 1797 el maestro alemán escribe lo siguiente:

«Para las sonatas nuevas, minuetos muy cortos. Los minuetos para las sonatas: en el futuro, no más de dieciséis a veinticuatro compases.»

A pesar de haber dejado por escrito estas apreciaciones, Beethoven en la séptima sonata se desdice incluyendo un minueto más largo.
Wilhelm von Lenz en 1852 fue el primero en dividir la carrera musical de Beethoven en tres etapas estilísticas. Según este musicólogo ruso esta pieza pertenece al primer periodo, que abarca obras compuestas hasta 1802. Por su parte, Franz Liszt dividió la producción de Beethoven en dos fases y esta sonata pertenecería a la primera fase en la que adaptó los modelos y principios de compositores anteriores para sus creaciones. 
La primera publicación de estas piezas fue llevada a cabo por el editor Joseph Eder en septiembre de 1798 en Viena. La partitura contenía la dedicatoria de las tres piezas a la condesa Anna Margarete von Browne, que era esposa de Johann Georg von Browne uno de los mecenas de Beethoven y oficial del ejército imperial ruso establecido en Viena. A esta misma condesa le dedicó también su Trío de cuerda, Op. 3.
Esta pieza es contemporánea de sus tres Tríos de cuerda, Op. 9, sus tres Sonatas para violín, Op. 12 n.º 1, n.º 2, n.º 3 y la Romanza para violín y orquesta que se convirtió en su Op. 50 cuando se publicó más adelante. Ese mismo año se estrenó una versión revisada de su Concierto para piano n.º 2, cuya versión original había sido escrita y escuchada en 1795. El momento de las primeras publicaciones de Beethoven estaba calculado con astucia. El compositor interpretaba algunas de estas obras con la suficiente frecuencia como para que se hicieran populares y la gente le alentó a publicarlas (los Tríos para piano, Op. 1 son un ejemplo). El éxito de sus publicaciones era algo que prácticamente se daba por descontado, sobre todo porque las primeras se centraban en el instrumento en el que era un virtuoso reconocido, el piano. Asimismo, resulta significativo que sus primeras publicaciones no fueran sinfonías, óperas o cuartetos de cuerda, géneros asociados a Haydn y Mozart. El hecho de que sus diez primeras sonatas para piano, así como las dos Sonatas para piano Op. 49 n.º 1 y n.º 2, fueran concebidas antes de tratar de componer una sinfonía o un cuarteto de cuerda, sugiere que el piano era una especie de medio experimental para el joven compositor, que se estaba familiarizando con la organización de las grandes formas.

## Estructura y análisis
La sonata consta de tres movimientos:
- I. Allegro, en fa mayor 2
4
- II. Allegretto, en fa menor 3
4
- III. Presto, en fa mayor 2
4

La interpretación de esta obra dura aproximadamente 13 minutos. En su grabación completa de las sonatas de 1967, Friedrich Gulda necesita unos 12 minutos para los tres movimientos, Rudolf Buchbinder incluso sólo 11 minutos en su grabación completa de las sonatas de 2011.
Esta es la más breve de las tres sonatas del conjunto Op. 10 y en general se considera la menos relevante. En cualquier caso, no está desprovista de trascendencia y cuenta con pinceladas magistrales. El finale, por ejemplo, es una de las creaciones más cautivadoras que podemos encontrar entre las primeras sonatas para piano de Beethoven. Al propio compositor le gustaba mucho esta obra, probablemente por su humor y extravagancia. La obra está estructura en tres movimientos, ya que era habitual que Beethoven excluyera el movimiento lento.

### I.Allegro
El primer movimiento, Allegro, está escrito en la tonalidad de fa mayor, en compás de 2/4 y sigue la forma sonata. Arranca con dos enfáticos acordes que reciben como respuesta una figura de tresillo con un giro travieso, que invita literalmente a la siguiente declaración. Ésta llega, aunque esta vez el primer acorde es más grave. Tras estas bromas preliminares, se introduce otro breve tema que, a pesar de su carácter lírico, se une sin esfuerzo a la escena lúdica. Aparece un segundo grupo temático, encabezado por una melodía alegre pero audaz, que ascendiendo a toda prisa procede a generar otras agitadas ideas. El material se repite, tras lo cual llega el desarrollo, impulsado de improviso por la figura de tresillo inicial. Bastante compleja, esta sección se basa menos en los temas de la exposición y más en ideas nuevas. Le sigue la recapitulación que sorprendentemente está en la lejana tonalidad de re mayor. El movimiento finaliza sin coda y su material temático se explota de forma colorista y brillante hasta el final.

### II.Allegretto
El segundo movimiento, Allegretto, está escrito en fa menor y en compás de 3/4. Presenta una forma ternaria A-B-A'. Al tema principal en fa menor le sigue la sección central en re bemol mayor, concluyendo con la repetición ornamentada del primer tema. Aunque por su tempo y estructura podría ser catalogado como un minueto con trío, el carácter melancólico de este allegretto no coincide con el espíritu ligero y danzante del minueto. Se trata en realidad de un scherzo, aunque Beethoven no lo designó así. Comienza con unos acordes enérgicos que ascienden de forma inquietante desde los registros más graves. Al llegar al registro agudo, la atmósfera alcanza una dimensión algo más elevada. El tema se repite inmediatamente y luego aparece dos octavas más arriba, más liviano en textura pero más profundo en sentimiento. Llega una breve sección en trío, que es tanto jovial como reconfortante y contrasta bien con el matiz más serio de la sección anterior. Recuerda más a las bagatelas de Beethoven que a la mayoría de sus minuetos. El trío anticipa el tercer movimiento de la Sinfonía n.º 1.

### III.Presto
El tercer y último movimiento, Presto, retoma la tonalidad inicial de fa mayor y el compás es 2/4. Presenta una forma de sonata con un desarrollo fugado, que proviene de muchos finales de Haydn. Es quizá el movimiento más atractivo de toda la composición. Se inicia con uno de esos memorables y frenéticos temas humorísticos, tan típicos de Beethoven. La melodía parece ascender con varios giros a lo largo del camino, comenzando la mano izquierda y entrando la derecha para sugerir rasgos fugados. La narración musical, juguetona y pícara, impulsada por una tremenda energía, avanza con gusto mientras el tema principal va generando ideas subsidiarias y reflexiones. Hacia el final de este proceso, los acordes en el registro grave sugieren una idea enteramente nueva, pero el impulso narrativo se mantiene gracias a un fragmento del tema inicial, que finalmente conduce, tras una repetición, a una variación del tema. La recapitulación es inusual porque el primer tema es una variación fugada en lugar de una repetición literal. Finalmente se da paso a una breve pero brillante coda que cierra la obra.